# Тюріфйорд
Тюріфйорд (норв. Tyrifjorden) — п'яте за розміром озеро в Норвегії, яке має площу 137 км². Об'єм становить 13 км³, найбільша глибина — 295 м, висота над рівнем моря — 63 м. Головним джерелом озера є річка Бегна, що вливається в Тюріфйорд у місті Хенефосс (норв. Hønefoss), де вона утворює однойменний із містом водоспад. Головний стік водойми розташований у селі Geithus біля південно-західної частини озера, де Тюріфйорд впадає в річку Драмменсельва.

## Розташування
Тюріфйорд розташований у районі (фюльке) Бускерюд та межує з комунами Хуле, Лієр, Модум та Рінгеріке. Тюріфйорд є фіордом, оточеним з усіх боків суходолом.

## Острови
На території озера розташовані як маленькі, так і великі острови. Найвідоміші з них:
- Утея
- Storøya
- Frognøya

## Назва
Давньоскандинавською формою назви була Tyri (або Tyrvi). Це просте слово є також елементом у назві Tyristrand. Назва походить від слова tyri, що означає «стара/мертва сосна». Другий компонент -fjorden з'явився пізніше.

## Терористичний акт 2011 року
22 липня 2011 року на острові Утея, розташованого на цьому озері, Брейвік влаштував стрілянину в таборі молодіжної організації Норвезької робочої партії.